# دروازه بالارو

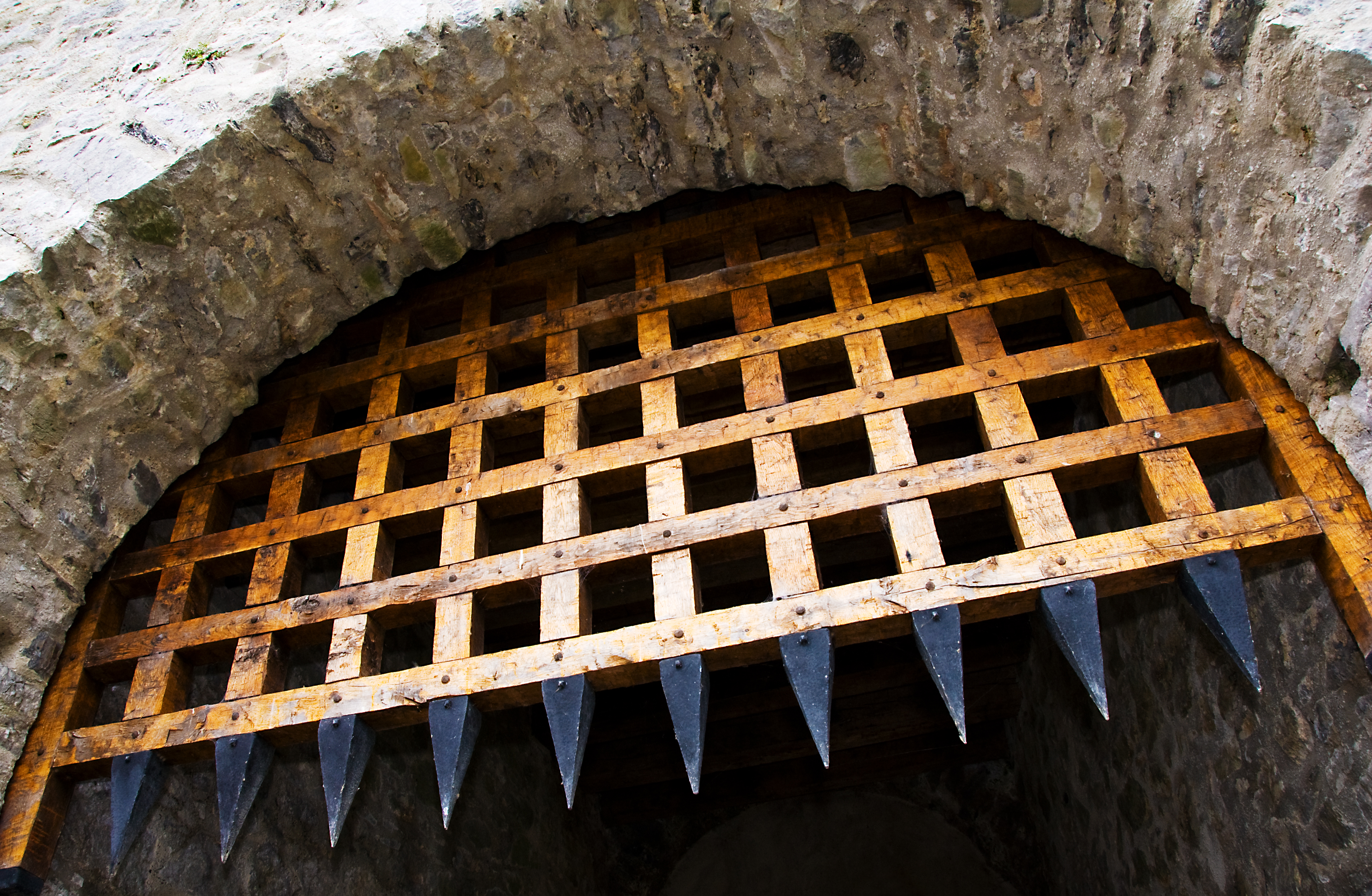
نمایی از یک دروازه بالارو

دروازه بالارو (فرانسوی: porte coulissante‎) عنوانی است برای ورودی قلعه‌های قدیم. این نوع ورودی، دروازه‌ای است سنگین که به شکل عمودی باز و بسته می‌شود و به طور معمول در استحکامات قرون وسطی به وفور یافت می‌شود. طرح آن معمولاً متشکل از پنجره‌های مشبک ساخته شده از چوب، فلز یا ترکیبی از هر دو است.

## نگارخانه

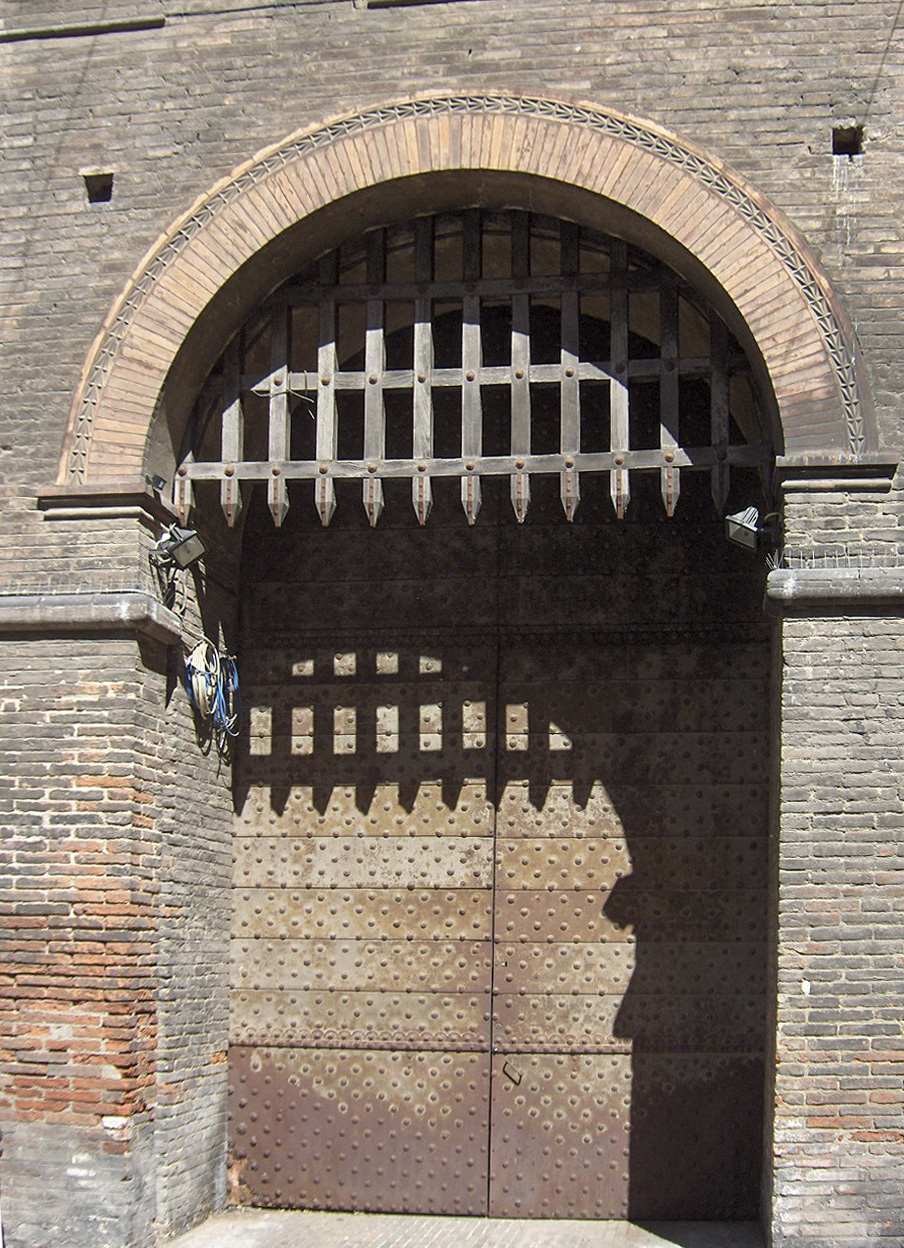
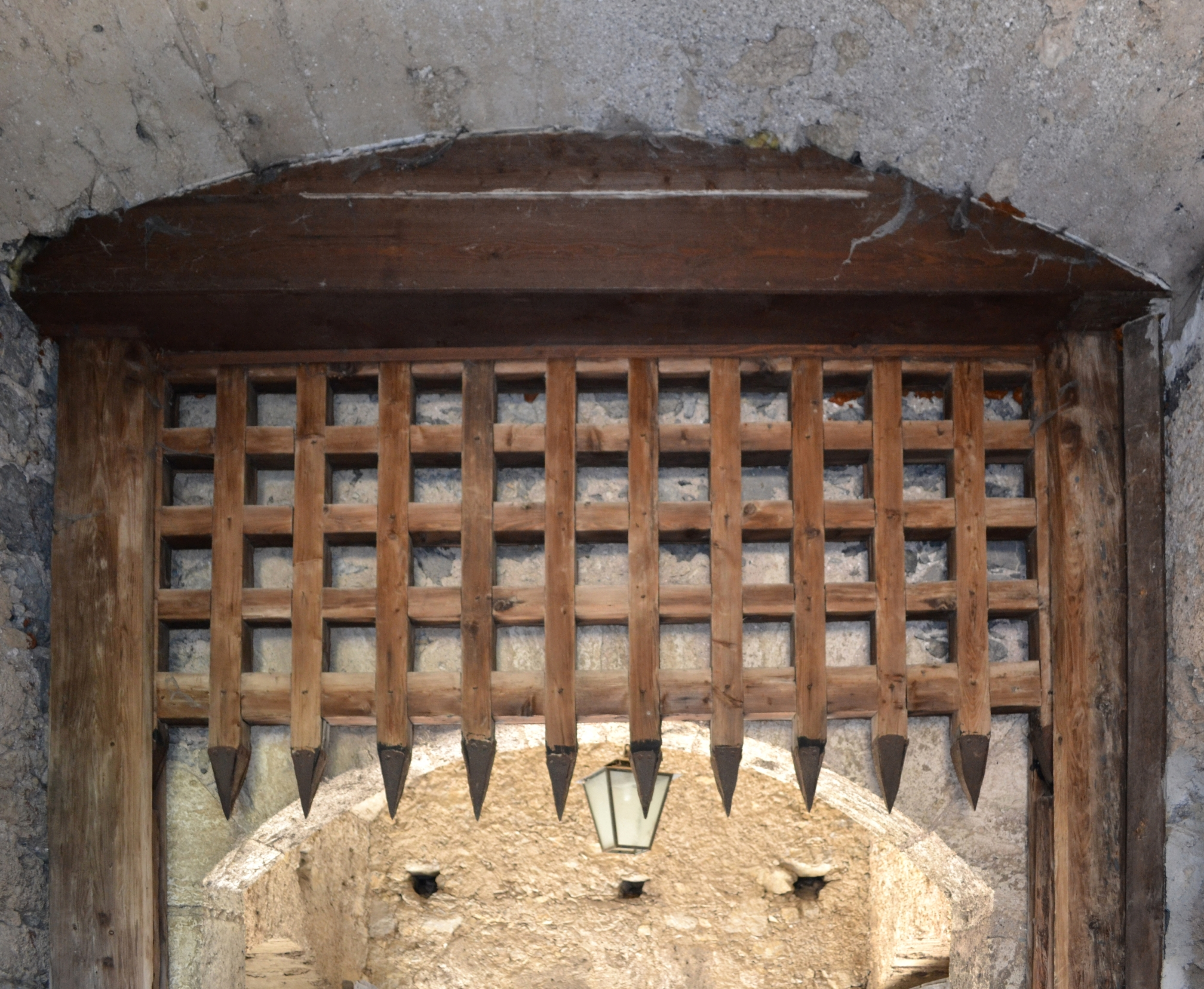
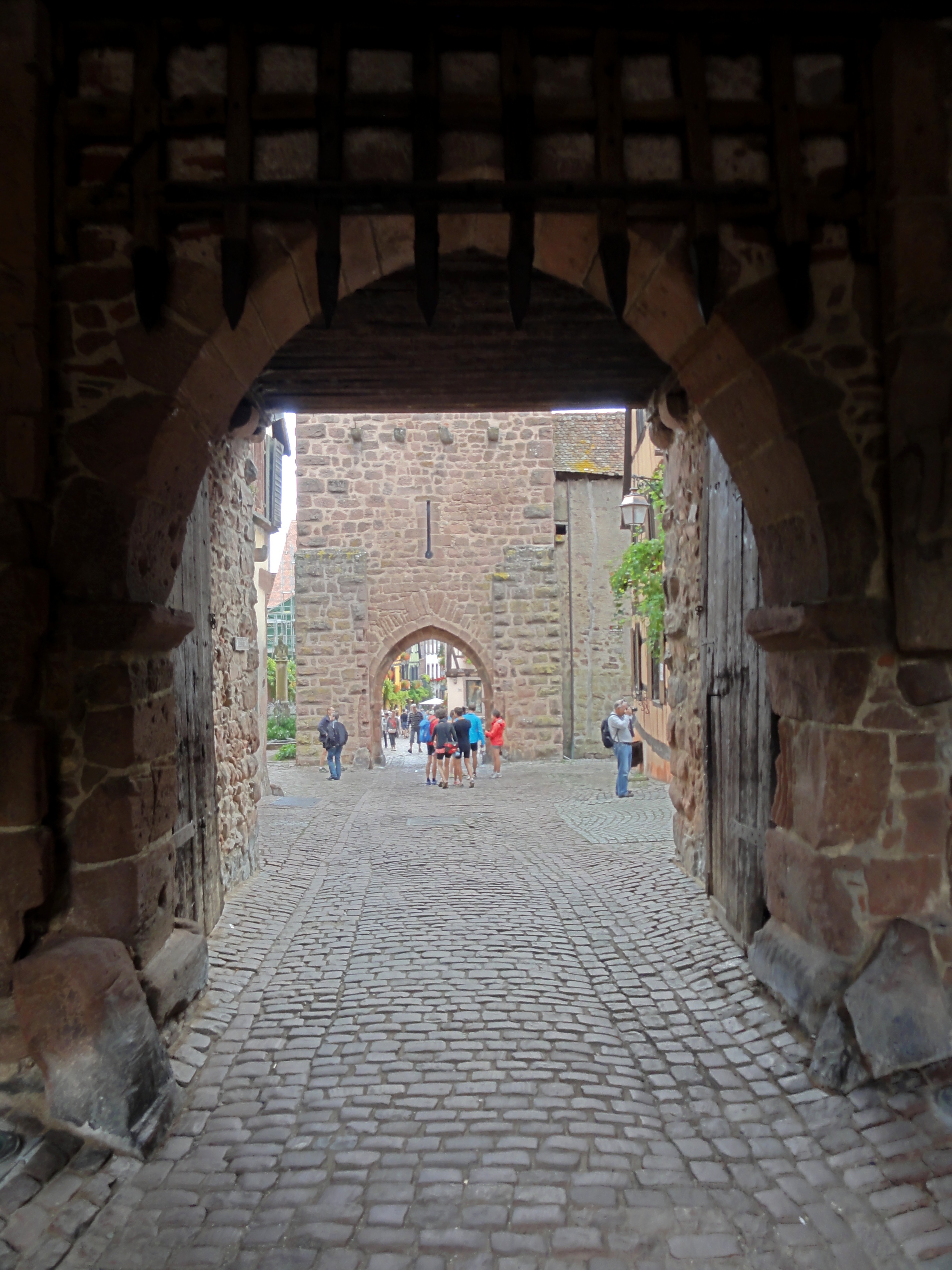
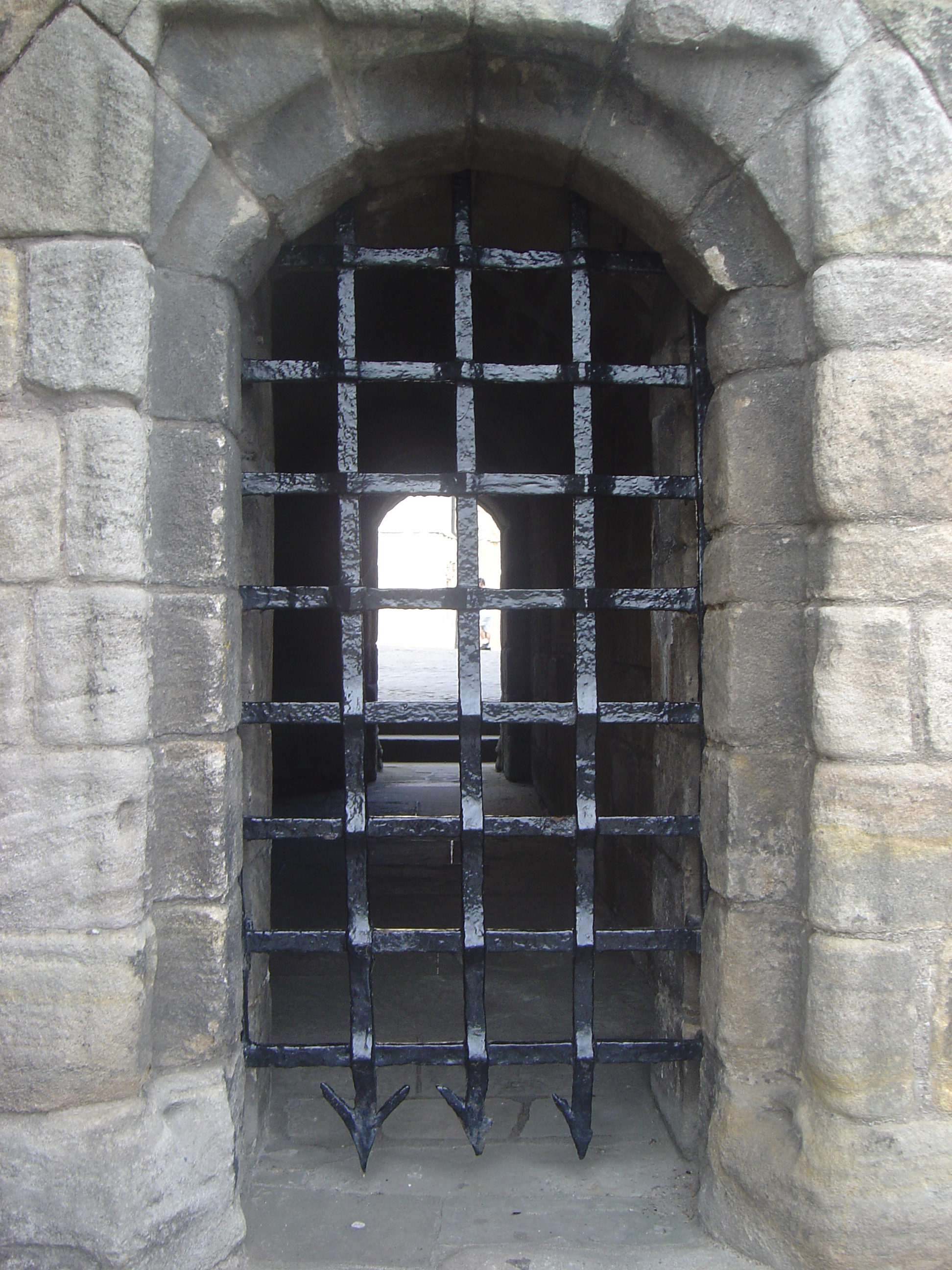
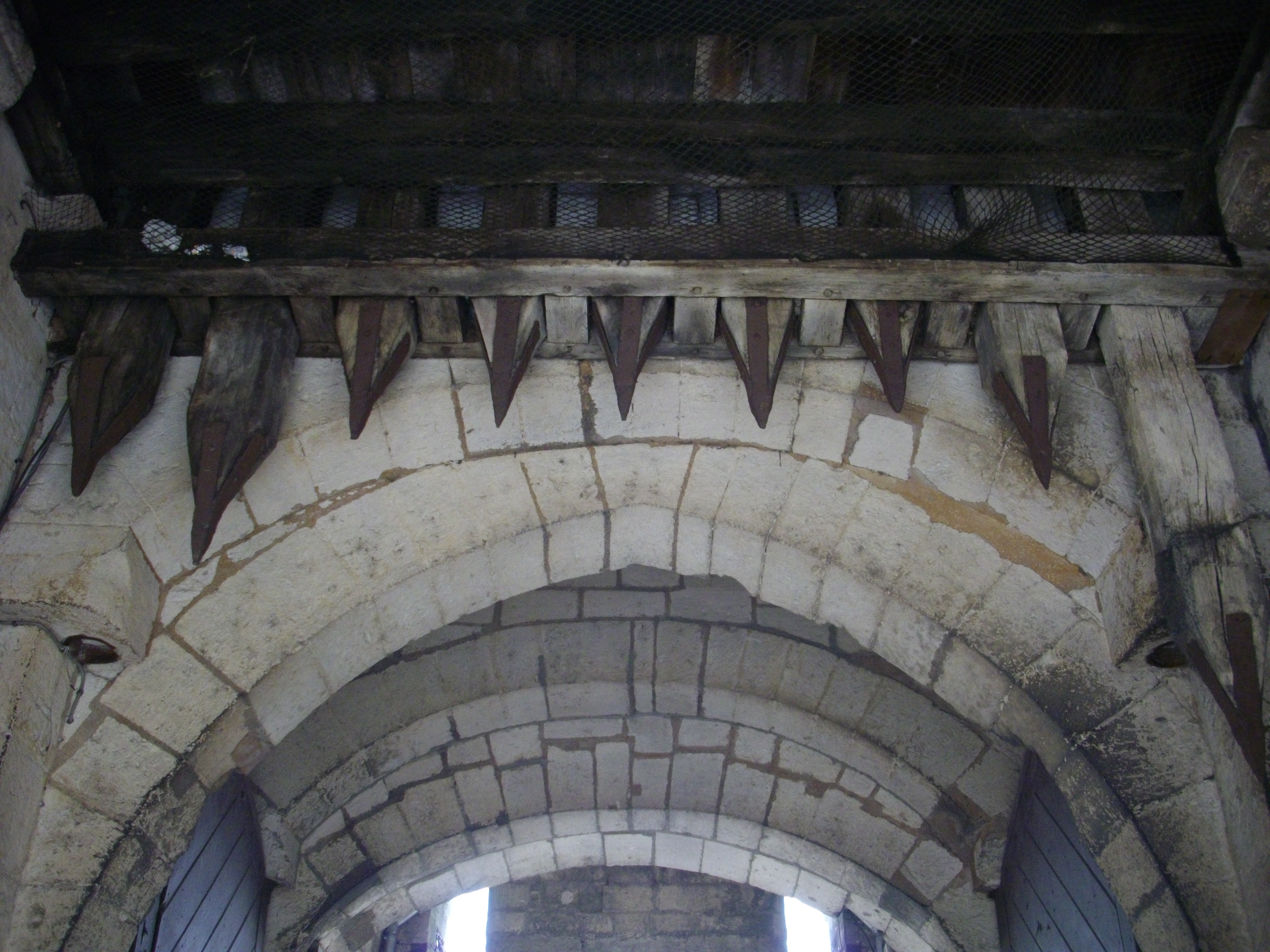
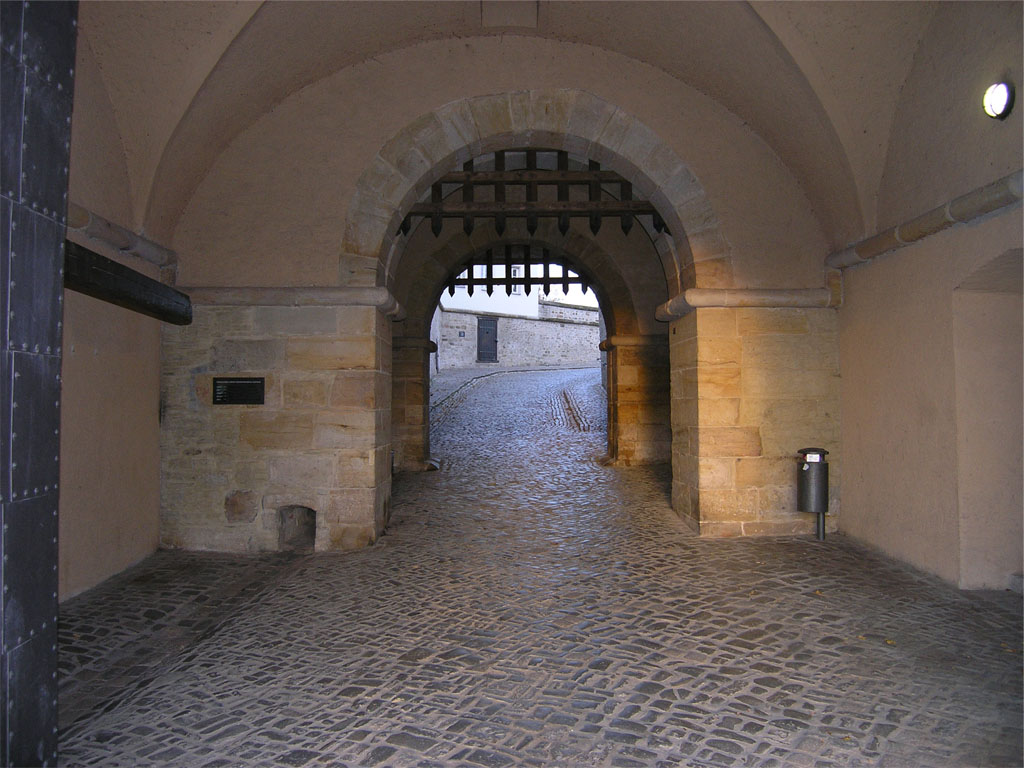